# Имперские города Марокко
Имперские города — термин, который используется в Марокко для обозначения четырёх исторических столиц государства:
- Фес — столица Идрисидов, Маринидов и Ваттасидов.
- Марракеш — столица Альмохадов и Альморавидов.
- Мекнес — столица Алавитов.
- Рабат — современная столица Марокко.

## История
Старейший из городов Марокко, Фес, основан ок. 789 года Идрисом I. Столицей его в IX веке сделал султан Идрис II, построивший новую часть города на противоположном берегу реки. Альморавиды в XI веке объединили обе части города, однако столицу своей империи перенесли во вновь основанный Маракеш. Этот город оставался столицей и при первых Альмохадах, однако в XII веке Якуб аль-Мансур перенёс столицу в Рабат. Султан Мулай Исмаил ибн Шериф из династии Алауитов в 1673 перенёс столицу в Мекнес, основанный в VIII веке как крепость, но после его смерти столицей снова стал Рабат. После превращения Марокко во французский протекторат, Рабат сохранил функции административного центра и в 1956 году вновь стал столицей независимого государства.